# 颱風高蓮 (1993年)
颱風高蓮（英語：Super Typhoon Koryn，國際編號：9302，台灣編號：9303，中國大陸編號：9303，聯合颱風警報中心: 06W，菲律賓大氣地球物理和天文服務管理局：Goring）是1993年太平洋颱風季第三個獲命名的風暴，也是首個出現的超級颱風。這個風暴於6月12日形成，至6月26日成為一超級颱風，其風速高達240km/h，最低氣壓為905mbar。高蓮曾吹襲的地區包括加羅林群島、菲律賓、中國大陸及香港等，導致37人死亡，經濟損失達1400萬美元（按當時幣值計算）。

## 氣象歷史
一股低氣壓於6月15日在加羅林群島附近形成，並先朝北，然後朝西移動，至6月19日成為熱帶風暴，並被命名為「高蓮」。6月23日，從衛星圖片中得悉高蓮的眼壁直徑達10英里，風速120km/h，高蓮因此被各地天文台升級為颱風，至翌日增強為一超級颱風，風速高達240km/h，最低氣壓為910mbar，增強耗時僅23小時。 6月26日，高蓮吹襲菲律賓及進入南中國海，減弱成為二級颱風，並繼續朝西北偏西移動，時速30公里，其後在廣東陽江市江城區登陸，並減弱為強烈熱帶風暴，至6月29日完全消散。

## 影響

### 英屬香港[3]
- 當地懸掛之最高熱帶氣旋警告信號： 八號東北烈風或暴風信號 /  八號東南烈風或暴風信號
- 最接近當地時間：1993年6月27日下午6時
- 最接近當地位置：香港之西南約160公里

天文台於6月26日下午3時10分懸掛一號戒備信號，當時高蓮集結於香港之東南約740公里。初時天晴酷熱，黃昏轉為多雲，東北風逐漸增強；隨著高蓮趨向華南沿岸，天文台於6月27日凌晨3時30分改掛三號強風信號，當時高蓮集結於香港之東南約380公里。受到高蓮的外圍雨帶影響，香港天氣急劇轉壞。天文台於七小時後於上午10時30分改掛八號東北烈風或暴風信號，烈風至暴風程度的風力夾雜大雨開始影響香港。天文台於下午4時30分改掛八號東南烈風或暴風信號，當時高蓮集結於香港之西南偏南約170公里。
天文台總部於6月27日下午3時左右錄得最低瞬時海平面氣壓994.3百帕斯卡。高蓮於晚上6時正最接近香港，當時位於香港之西南約160公里。隨着烈風減弱，天文台於當晚10時25分改掛三號強風信號取代八號東南烈風或暴風信號，當時高蓮集結於香港之西南偏西約220公里。高蓮於6月28日午夜左右在陽江附近登陸，所有熱帶氣旋警告信號在清晨4時15分除下。當日香港仍然有驟雨，但隨着高蓮在廣西消散，隨後數天天氣繼續好轉。
風暴吹襲期間，各處有山泥傾瀉、水浸，棚架、木板倒塌，危險招牌及折斷樹木報告。本港共有183人受傷。在油麻地一個5米乘10米的棚架倒塌損壞四輛汽車，在牛頭角有四輛汽車因棚架倒塌而損壞。另外，淺水灣、中環亦有類似的事故。
在半山，何文田、九龍塘、薄扶林均有樹木被連根拔起。在鑽石山某戶因屋頂被吹走，一家四口須要疏散。在新界亦有很多地方電力供應中斷。
交通方面，一共有32班航班取消，63班航機延誤。往返中國及澳門的渡輪服務一度暫停。

### 葡屬澳門
- 當地懸掛之最高熱帶氣旋信號：  八號東北風球 /   八號東南風球
- 最低錄得氣壓 984.8hPa（1993/6/27 18:55）
- 風向和最高風速: 東南偏東106km/h（1993/6/27 18:00）
- 陣風:152km/h（1993/6/27 18:04）

有輕微財物損失。
高蓮吹襲期間，巨浪淹浸一些街道。約130個家庭逃離家園，超過600人尋求庇護。兩輛汽車被折斷的樹木壓毀。澳氹大橋因烈風而被迫關閉。

### 中國大陸
在廣東，暴風雨破壞了333 000公頃的農作物，約32 000間房屋倒塌，353 000間房屋受損，525萬人受到影響。直接經濟損失估計12十億人民幣。在廣州，有貨船傾覆，船員獲救。

## 熱帶氣旋警告使用紀錄

### 英屬香港
| 皇家香港天文台 熱帶氣旋警告信號 | 皇家香港天文台 熱帶氣旋警告信號 | 皇家香港天文台 熱帶氣旋警告信號 |
| ------------------------------- | ------------------------------- | ------------------------------- |
| 上一熱帶氣旋                    | 一號戒備信號                    | 下一熱帶氣旋                    |
| 熱帶風暴馬克                    | 一號戒備信號                    | 強烈熱帶風暴路易斯              |
| 強烈熱帶風暴加里                | 三號強風信號                    | 颱風泰莎                        |
| 強烈熱帶風暴加里                | 八號東北烈風或暴風信號          | 強烈熱帶風暴貝姬                |
| 強烈熱帶風暴加里                | 八號東南烈風或暴風信號          | 颱風泰莎                        |
| 強烈熱帶風暴加里                | 八號烈風或暴風信號              | 颱風泰莎                        |

### 葡屬澳門
| 地球物理暨氣象台 熱帶氣旋信號 | 地球物理暨氣象台 熱帶氣旋信號 | 地球物理暨氣象台 熱帶氣旋信號 |
| ----------------------------- | ----------------------------- | ----------------------------- |
| 上一熱帶氣旋                  | 一號風球                      | 下一熱帶氣旋                  |
| 熱帶風暴馬克                  | 一號風球                      | 強烈熱帶風暴路易斯            |
| 強烈熱帶風暴加里              | 三號風球                      | 颱風泰莎                      |
| 強烈熱帶風暴加里              | 八號東北風球                  | 颱風泰莎                      |
| 強烈熱帶風暴加里              | 八號東南風球                  | 颱風泰莎                      |
| 強烈熱帶風暴加里              | 八號風球                      | 颱風泰莎                      |

## 外部連結
- （英文）https://web.archive.org/web/20090826230250/http://metocph.nmci.navy.mil/jtwc.php 聯合颱風警報中心首頁
- （繁體中文）http://www.cwb.gov.tw （页面存档备份，存于） 中央氣象局首頁
- （日語）http://www.jma.go.jp/jma/index.html （页面存档备份，存于） 日本氣象廳首頁
- （英文）http://www.pagasa.dost.gov.ph/ （页面存档备份，存于） 菲律賓大氣地球物理和天文管理局首頁
- （繁體中文）http://www.hko.gov.hk （页面存档备份，存于） 香港天文台首頁
- （繁體中文）http://www.smg.gov.mo （页面存档备份，存于） 澳門地球物理暨氣象局首頁